# Isernhagen
Isernhagen is een gemeente in de Duitse deelstaat Nedersaksen, en maakt als selbständige Gemeinde deel uit van de Region Hannover.
Isernhagen telt 24.279 inwoners.

## Indeling van de gemeente; bevolking

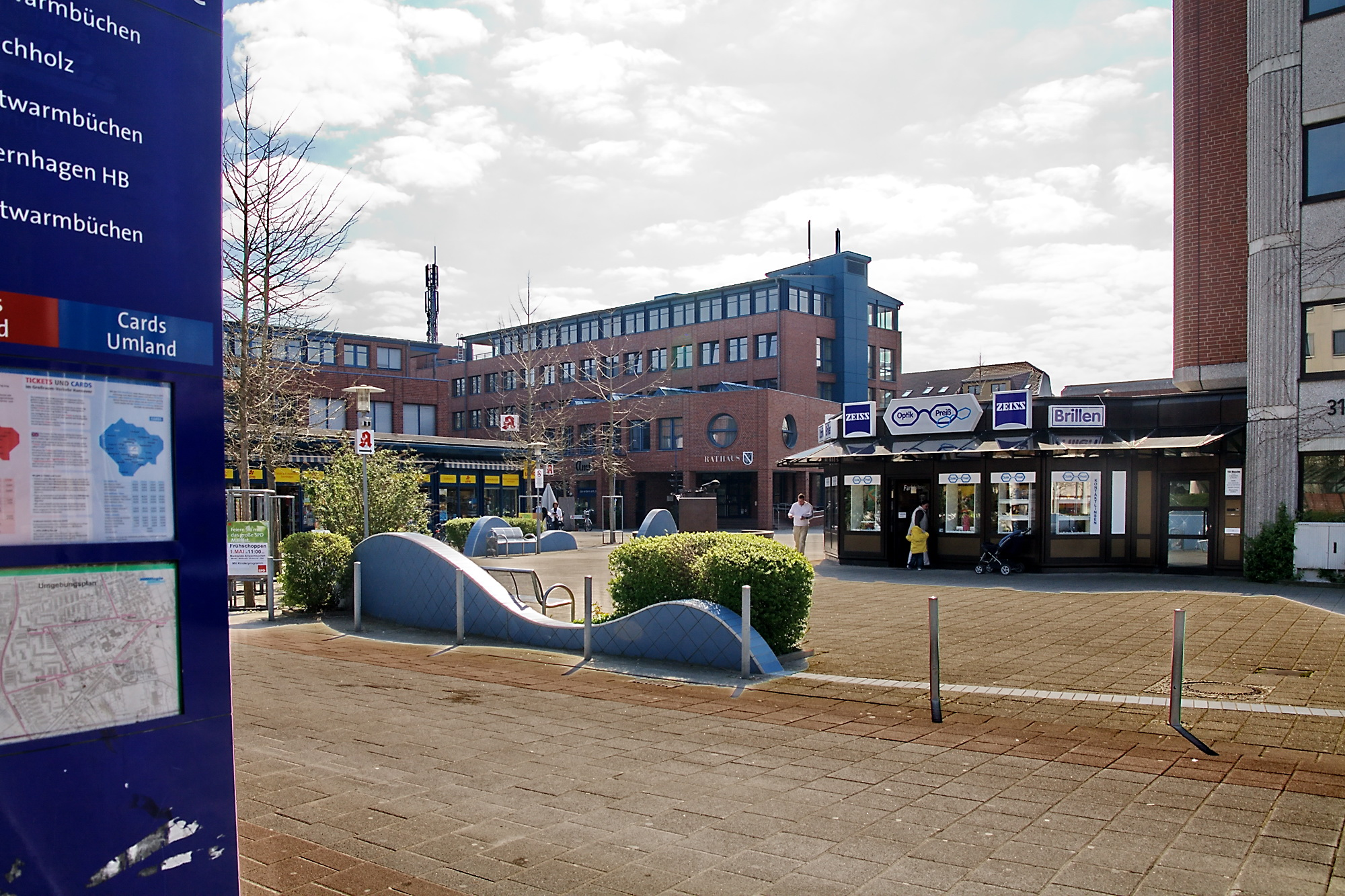
Centrum van Altwarmbüchen. Op de achtergrond het gemeentehuis.

De gemeente bestaat uit zeven Ortschaften:
- Het oorspronkelijke, langgerekte dorp Isernhagen is sinds de 15e eeuw in vier buurtschappen of boerschappen verdeeld, te weten:
  - Niedernhägener Bauerschaft (NB), in het westen, waar de oude dorpsstraat een bijna haakse bocht vanuit het noorden naar het oosten maakt. Het had begin 2022  2.833 inwoners. Ten zuiden van de NB ligt een nieuwe wijk Isernhagen-Süd, die sinds de gemeentelijke herindeling van 1974 tot de stad Hannover behoort.
  - Farster Bauerschaft (FB), helemaal in het oostnoordoosten (1.483 inwoners)
  - Kircher Bauerschaft (KB), tussen de NB en de FB in, met 1.679 inwoners
  - Hohenhorster Bauerschaft (HB), in het noorden (4.163 inwoners).

De andere drie Ortschaften zijn de voormalige dorpen:
- Altwarmbüchen, in het zuiden van het gemeentegebied (9.361 inwoners). In deze na plm. 1970 sterk uitgebreide en enigszins verstedelijkte plaats staat het gemeentehuis van Isernhagen.
- Neuwarmbüchen, inclusief Gartenstadt Lohne ten zuiden daarvan, in het noordoosten van het gemeentegebied (2.624 inwoners)
- Kirchhorst, incl. Großhorst en Stelle, in het zuidoosten van het gemeentegebied en ten oosten van de A7, met in totaal 3.229 inwoners.

De bevolkingscijfers, peildatum: 1 januari 2022, zijn ontleend aan de website van de gemeente. Gemeentetotaal: 25.372 inwoners.
De meerderheid van de christenen in de gemeente is evangelisch-luthers.

### Wapensvan de stadsdelen

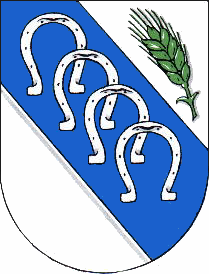
Farster Bauerschaft
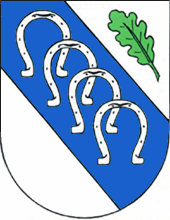
Hohenhorster Bauerschaft
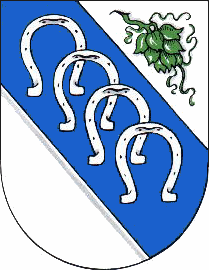
Kircher Bauerschaft
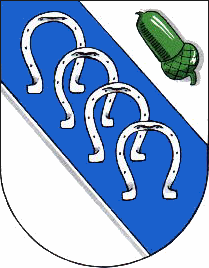
Niedernhägener Bauerschaft
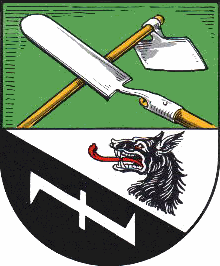
Altwarmbüchen
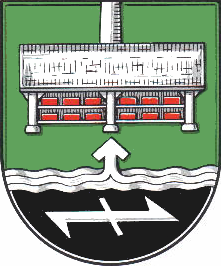
Neuwarmbüchen
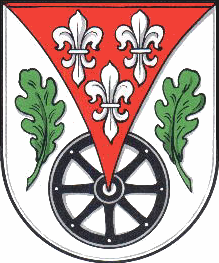
Kirchhorst

De vier eerste wapens verwijzen mede naar de oorspronkelijke, hoefijzervormige structuur van Isernhagen, en naar de paardenfokkerij (Hannoveraner paarden!) als traditionele bedrijfstak in de gemeente.

## Ligging en infrastructuur
Isernhagen is een gemeente in de Regio Hannover, aan de noordoostkant van de stad Hannover. Zie het kaartje in het kader voor de andere omliggende gemeentes.

Lijnennetkaart tram en metro van Hannover. Lijn 3 (rechtsboven) gaat naar Altwarmbüchen.

Ten zuiden van Kirchhorst kruisen de Autobahn A7 en de  Autobahn A37 elkaar op Kreuz Hannover/Kirchhorst.
Ten zuiden van Altwarmbüchen, juist buiten de gemeentegrenzen van Isernhagen, kruisen de Autobahn A37 en de  Autobahn A2 elkaar op Kreuz Hannover-Buchholz. Aan de A2, bij afrit 46 Hannover-Lahe, begint de weg naar Altwarmbüchen. Dit laatste dorp is via afrit 55 ook met de A7 verbonden.
Station Isernhagen ligt in Isernhagen, Ortschaft Hohenhorster Bauerschaft, aan de Spoorlijn Hannover - Celle. Ieder uur stopt er in beide richtingen een stoptrein. Altwarmbüchen heeft enkele halteplaatsen van lijn 3 van de Stadtbahn van Hannover (oorspronkelijk de tram; dit is dus niet de S-Bahn van Hannover).

## Economie
De dorpen in de gemeente, en dan met name de vier Bauerschaften, staan bekend als voorstadsgebied van Hannover, waar vooral wat meer welgestelde mensen wonen.
Tussen het spoorwegstation, in de Hohenhorster Bauerschaft, en afrit 54 Großburgwedel van de A7, meer oostwaarts, ligt een bedrijventerrein voor overwegend midden- en kleinbedrijf. Een groot, in het gehele Duitse taalgebied actief aannemersbedrijf, dat zich toelegt op de seriematige bouw van eenvoudige, uit ten dele geprefabriceerde betonelementen samengestelde, woningen (Massivhäuser), heeft er zijn hoofdkantoor.
Te Isernhagen is het hoofdkantoor van Saaten-Union gevestigd, een samenwerkingsverband van 7 grote Duitse bedrijven, die landbouwzaden produceren, veredelen, ontwikkelen en verhandelen. 
De onderneming CBR Fashion Holding GmbH met hoofdkantoor te Isernhagen en enige honderden filialen elders is een modebedrijf, dat de merken Street One en Cecil voert. De onderneming verhandelt ook damestassen en soortgelijke accessoires.
Aan de A2, bij afrit 46 Hannover-Lahe, ligt het grote bedrijventerrein van Altwarmbüchen. Er zijn vooral meubel- en doe-het-zelf-zaken en andere als midden- en kleinbedrijf te kenschetsen ondernemingen  gevestigd.
Vanwege de fraaie omgeving is er ook sprake van enig toerisme, met name door dagjesmensen uit de stad Hannover. 

## Geschiedenis
Isernhagen, vertaald: IJzerhagen, is ontstaan als  een Hagenhufendorf, een wegdorp langs een beek, in een streek, waar ijzeroer werd gedolven.  Nog altijd is de langgerekte structuur op een landkaart te herkennen. De huidige opdeling in vier Bauerschaften dateert uit de 15e eeuw. Ook de andere dorpen in de gemeente bestaan reeds sinds de middeleeuwen. In de 16e en 17e eeuw waren deze boerendorpen welvarend door de handel in paarden en hop. De oorsprong van veel fraaie, oude vakwerkboerderijen in Isernhagen ligt in deze periode.
Van de 18e tot de 20e eeuw werd in de venen van de huidige gemeente veel turf gestoken.
In het veengebied Altwarmbüchener Moor, dat gedeeltelijk binnen het gemeentegebied ligt, werden in de tijd van de Tweede Wereldoorlog, ten tijde van het Derde Rijk, door de nazi's vele tientallen Sinti (destijds betiteld als ongewenste zigeuners) uit de stad Hannover gedeporteerd, onder ellendige omstandigheden in treinwagons opgesloten en uiteindelijk in 1943 afgevoerd naar en vermoord in Auschwitz-Birkenau. Een monument ter herinnering aan de omgebrachte Sinti staat in het Hannoveraner stadsdeel Lahe, dat aan Isernhagen grenst.

## Bezienswaardigheden

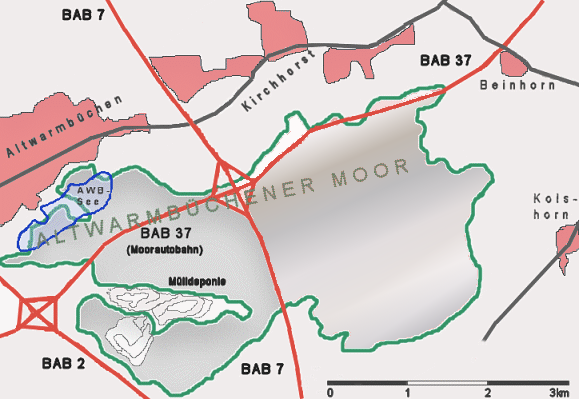
Situering Altwarmbüchener Moor

- De gemeente ligt in een gebied met veel natuurschoon, waar het goed wandelen en fietsen is. Er zijn veel hoogveenreservaten, en ook de Lüneburger Heide is niet ver weg.
- Isernhagen biedt veel mogelijkheden voor water- en strandrecreatie. Er is ten zuiden van Altwarmbüchen de recreatieplas Altwarmbüchener See. Verder is er een groot recreatiepark met diverse plassen ontwikkeld met de naam Wietzepark. Het ligt tussen Krähenwinkel, gemeente Langenhagen en de Niedernhägener Bauerschaft van Isernhagen. Het riviertje de Wietze stroomt er van zuid naar noord dwars doorheen en vormt de grens tussen beide gemeenten.
- Isernhagen bestaat van oorsprong uit oude dorpen. Van hun schilderachtige, oude vakwerkhuizen en -boerderijen zijn er nog veel bewaard gebleven. Een aantal van die oude huizen is tot chique woning verbouwd.
- Een goede indruk van het boerenleven in vroeger eeuwen te Isernhagen biedt het kleine streekmuseum in de boerderij Wöhler-Dusche-Hof (alleen zondagmiddags geopend).
- De evangelisch-lutherse, 14e-eeuwse St.Nicolaaskerk te Kirchhorst bevat interessante oude plafondschilderingen.

## Afbeeldingen

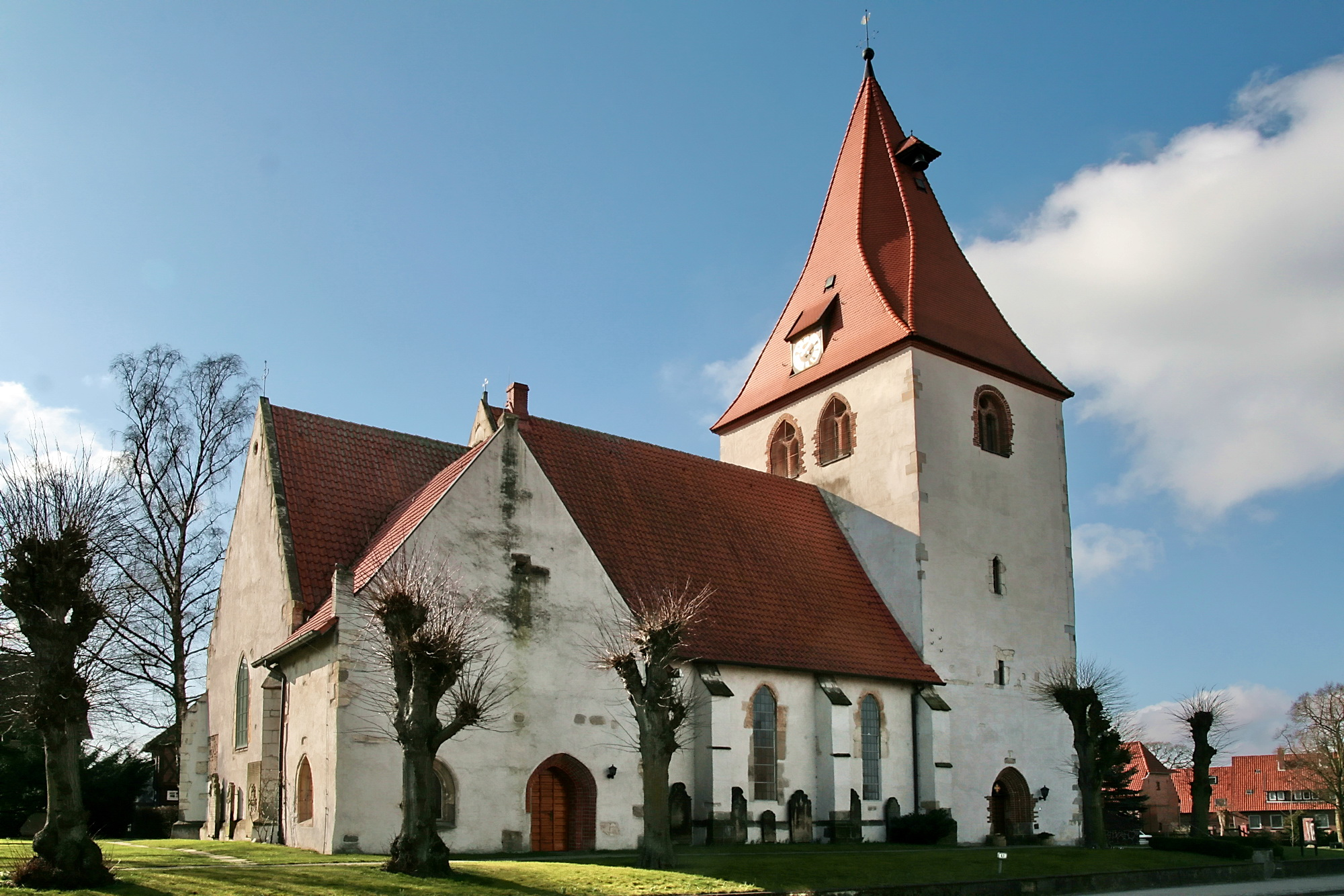
Mariakerk, Isernhagen-KB
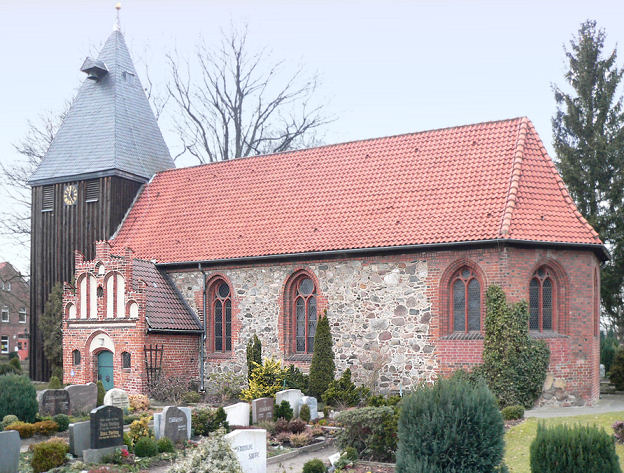
St. Nicolaaskerk, Kirchhorst
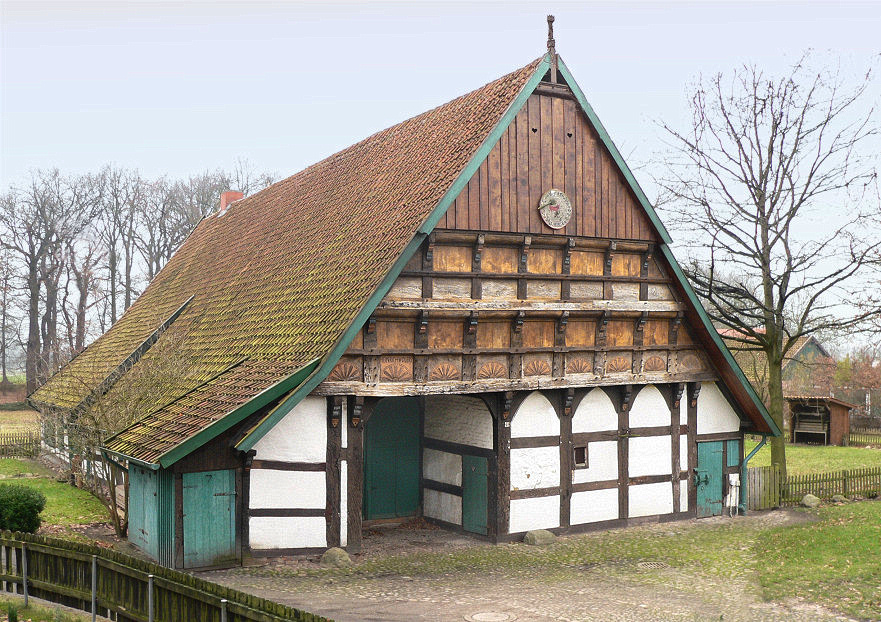
Museumboerderij Wöhler-Dusche-Hof
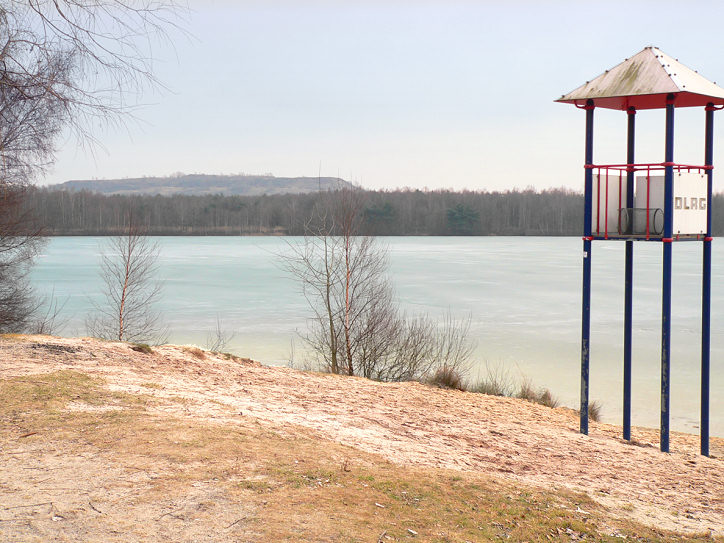
Recreatieplas Altwarmbüchener See
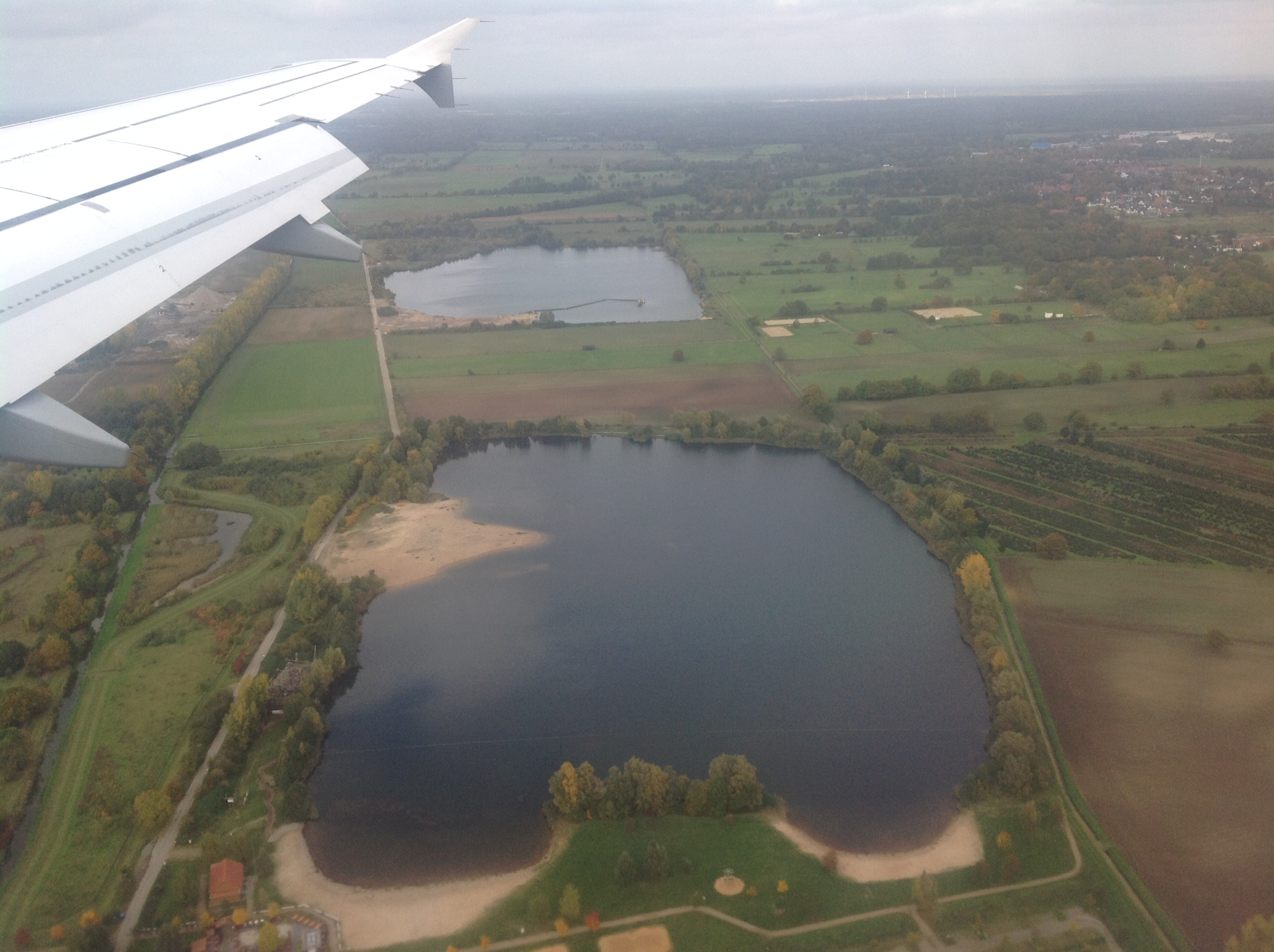
Meertjes Wietzesee (boven) en Hufeisensee in het Wietze-Park
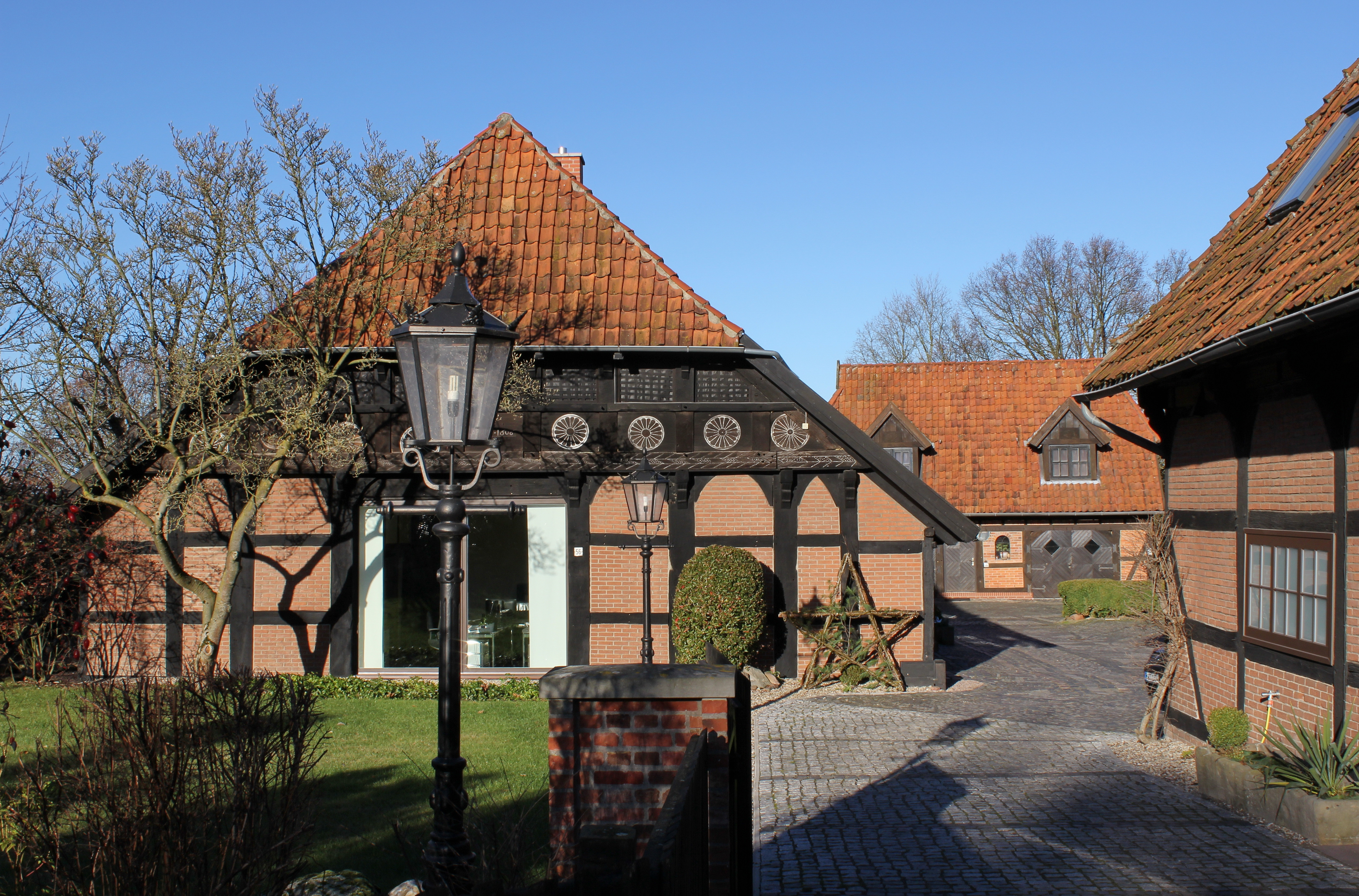
Eén van de vele vakwerkboerderijen in de gemeente Isernhagen
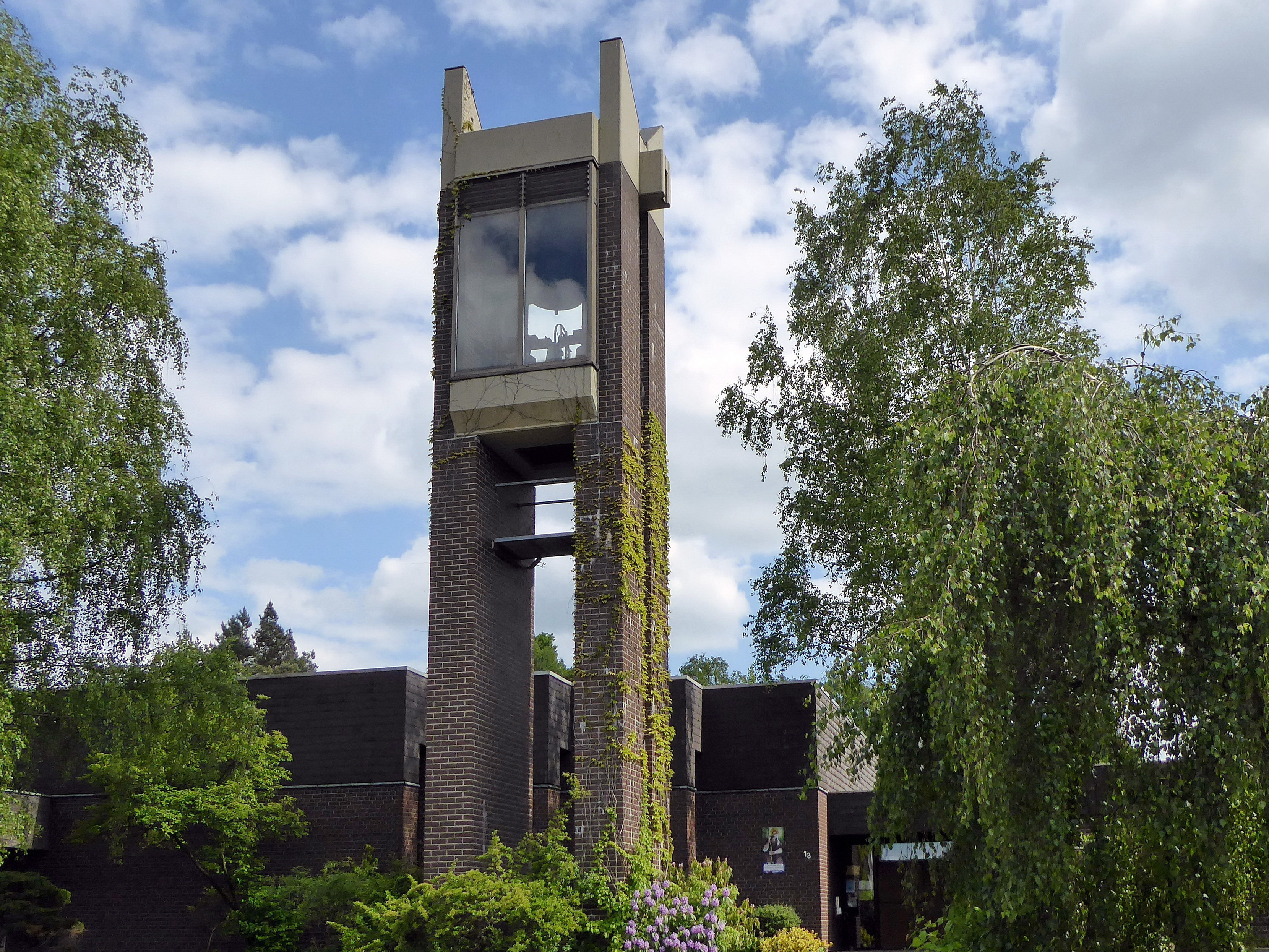
Evang.-lutherse Christoffelkerk (1971), Altwarmbüchen
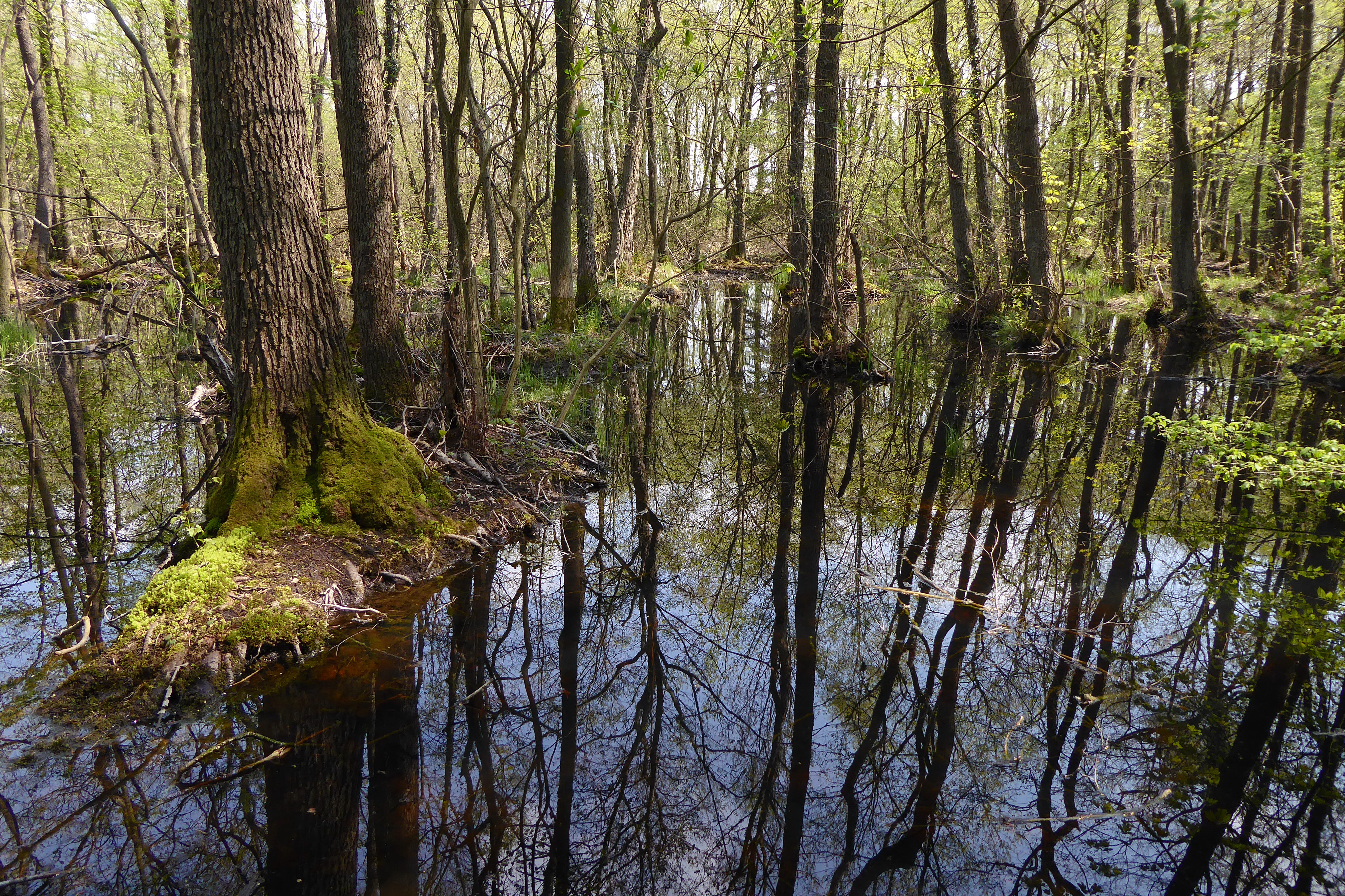
Veenreservaat Altwarmbüchener Moor

## Partnergemeentes
De gemeente onderhoudt jumelages met:
- Peacehaven in het zuiden van Engeland
- Épinay-sous-Sénart in Frankrijk
- Suchy Las in Polen
- Tamási in Hongarije.

## Belangrijke personen in relatie tot de gemeente
- Wilhelm Dusche, geboren op 21 september 1863 te Isernhagen, overleden 20 november 1947 ibidem, theoloog en conservatief regionaal politicus. Dusche groeide op in de boerderij, die thans het mede naar hem genoemde streekmuseum  herbergt.
- Gustav Völker, geboren op 1 februari 1889 te Isernhagen, overleden 3 oktober 1974, heraldicus, ontwerper van meer dan 200 wapens  voor gemeentes, Kreise e.d., voornamelijk in Nedersaksen

- Gemeinsame Normdatei: 4096328-7
- Library of Congress Control Number: n86106691
- MusicBrainz: 1eb3fa2d-e29a-4f44-937b-eef924784f6f
- Nationale Bibliotheek van Israël: 987007562432105171
- Virtual International Authority File: 167770636
- WorldCat: E39PBJt3XYqxWyxccqdTJ863Qq

Barsinghausen ·
Burgdorf ·
Burgwedel ·
Garbsen ·
Gehrden ·
Hannover ·
Hemmingen ·
Isernhagen ·
Laatzen ·
Langenhagen ·
Lehrte ·
Neustadt am Rübenberge ·
Pattensen ·
Ronnenberg ·
Seelze ·
Sehnde ·
Springe ·
Uetze ·
Wedemark ·
Wennigsen (Deister) ·
Wunstorf